# Gustav Simon (gauleiter)
Gustav Simon (ur. 2 sierpnia 1900 w Malstatt-Burbach, zm. 18 grudnia 1945 w Paderborn) – niemiecki polityk nazistowski, od 1931 gauleiter NSDAP dla okręgu Koblencja-Trewir, przemianowanego w 1942 na Gau Moselland, od 1940 szef administracji cywilnej w okupowanym Luksemburgu.
Na terenie okupowanego Luksemburga zwalczał bezwzględnie wszelkie przejawy ruchu oporu. Gdy w 1942 wprowadzono obowiązek służby wojskowej w Wehrmachcie dla Luksemburczyków, wywołało to falę strajków. Na rozkaz Simona rozstrzelano 21 osób. Przyczynił się także do deportacji 4000 miejscowych Żydów. Po wojnie ukrywał się pod panieńskim nazwiskiem matki w Upsprunge (dzielnica Salzkotten). Został jednak aresztowany 11 grudnia 1945 przez Hannsa Alexandra z brytyjskiego War Crimes Investigation Team (WCIT), a kilka dni później popełnił samobójstwo w więziennej celi.